# Football League Cup 2012-2013
La Football League Cup 2012-2013, conosciuta anche con il nome di Capital One Cup per motivi di sponsorizzazione, è stata la 53ª edizione del terzo torneo calcistico più importante del calcio inglese, la 47ª in finale unica. La manifestazione, ebbe inizio l'11 agosto 2012 e si concluse il 24 febbraio 2013 con la finale di Wembley.
Il trofeo fu vinto per la prima volta da un club gallese, lo Swansea City, che nell'atto conclusivo si impose con il punteggio di 5-0 sul sorprendente Bradford City, militante in League Two. Il successo degli Swans (il primo di una squadra del Galles in una delle due maggiori coppe nazionali inglesi, dopo il trionfo del Cardiff City nell'FA Cup 1926-1927) è stato in assoluto quello con il maggior scarto di gol nelle finali in gara unica della League Cup.

## Formula
La Football League Cup era riservata alle 20 squadre della Premier League e alle 72 della Football League. Ogni turno della competizione è composto da scontri ad eliminazione diretta, ad esclusione delle semifinali che si compongono di due match dove la squadra con il miglior risultato combinato accede in finale. Se al termine di ogni partita o se il risultato combinato delle semifinali è identico, vengono giocati i tempi supplementari. Se anche al termine dei tempi supplementari il punteggio è ancora in parità, si passa ai calci di rigore.
|                              | Squadre che entrano in questo turno                                                                                           | Squadre qualificate dal turno precedente    |
| ---------------------------- | --- | ------------------------------------------- |
| Primo turno (70 squadre)     | - 24 squadre dalla Football League Two - 24 squadre dalla Football League One - 22 squadre dalla Football League Championship |                                             |
| Secondo turno (50 squadre)   | - 2 squadre dalla Football League Championship - 13 squadre dalla Premier League (non partecipanti alle competizioni europee) | - 35 squadre vincitrici del primo turno     |
| Terzo turno (32 squadre)     | - 7 squadre dalla Premier League (partecipanti alle competizioni europee)                                                     | - 25 squadre vincitrici del secondo turno   |
| Quarto turno (16 squadre)    | | - 16 squadre vincitrici del terzo turno     |
| Quarti di finale (8 squadre) | | - 8 squadre vincitrici del quarto turno     |
| Semifinali (4 squadre)       | | - 4 squadre vincitrici dei quarti di finale |
| Finale (2 squadre)           | | - 2 squadre vincitrici delle semifinali     |

## Primo turno
Il sorteggio del primo turno ebbe luogo il 14 giugno 2012.
| Squadra 1        | Risultato                   | Squadra 2          |
| ---------------- | --------------------------- | ------------------ |
| 11 agosto 2012   |                             |                    |
| Rochdale         | 3 - 4                       | Barnsley           |
| Notts County     | 0 - 1                       | Bradford City      |
| Hull City        | 1 - 1 (d.t.s.) 7-6 (d.c.r.) | Rotherham Utd      |
| Carlisle Utd     | 1 - 0                       | Accrington Stanley |
| Doncaster        | 1 - 1 (d.t.s.) 4-2 (d.c.r.) | York City          |
| Crewe Alexandra  | 5 - 0                       | Hartlepool Utd     |
| Bury             | 1 - 2                       | Middlesbrough      |
| Sheffield Utd    | 2 - 2 (d.t.s.) 4-5 (d.c.r.) | Burton Albion      |
| Leeds Utd        | 4 - 0                       | Shrewsbury Town    |
| Cheltenham Town  | 1 - 1 (d.t.s.) 3-5 (d.c.r.) | MK Dons            |
| Wolverhampton    | 1 - 1 (d.t.s.) 7-6 (d.c.r.) | Aldershot Town     |
| Walsall          | 1 - 0                       | Brentford          |
| Watford          | 1 - 0 (d.t.s.)              | Wycombe            |
| 12 agosto 2012   |                             |                    |
| Blackpool        | 1 - 2                       | Morecambe          |
| 13 agosto 2012   |                             |                    |
| Fleetwood Town   | 0 - 1                       | Nottingham Forest  |
| Preston N.E.     | 2 - 0                       | Huddersfield Town  |
| Oldham Athletic  | 2 - 4                       | Sheffield Weds     |
| 14 agosto 2012   |                             |                    |
| Derby County     | 5 - 5 (d.t.s.) 6-7 (d.c.r.) | Scunthorpe Utd     |
| Port Vale        | 1 - 3                       | Burnley            |
| Chesterfield     | 1 - 2 (d.t.s.)              | Tranmere           |
| Ipswich Town     | 3 - 1                       | Bristol Rovers     |
| Stevenage        | 3 - 1                       | AFC Wimbledon      |
| Exeter City      | 1 - 2                       | Crystal Palace     |
| Yeovil Town      | 3 - 0                       | Colchester Utd     |
| Birmingham City  | 5 - 1                       | Barnet             |
| Bristol City     | 1 - 2                       | Gillingham         |
| Northampton Town | 2 - 1                       | Cardiff City       |
| Plymouth         | 3 - 0                       | Portsmouth         |
| Millwall         | 2 - 2 (d.t.s.) 1-4 (d.c.r.) | Crawley Town       |
| Torquay Utd      | 0 - 1                       | Leicester City     |
| Dag & Red        | 0 - 1                       | Coventry City      |
| Peterborough Utd | 4 - 0                       | Southend Utd       |
| Swindon Town     | 3 - 0                       | Brighton           |
| Charlton         | 1 - 1 (d.t.s.) 3-4 (d.c.r.) | Leyton Orient      |
| Oxford Utd       | 0 - 0 (d.t.s.) 5-3 (d.c.r.) | Bournemouth        |

## Secondo turno
Il sorteggio del secondo turno ebbe luogo il 15 agosto 2012. In questa fase entrarono in scena i 13 club di Premier League non partecipanti alle coppe europee e le due rappresentanti del Championship, Blackburn Rovers e Bolton Wanderers.
| Squadra 1         | Risultato                   | Squadra 2        |
| ----------------- | --------------------------- | ---------------- |
| 28 agosto 2012    |                             |                  |
| Preston N.E.      | 4 - 1                       | Crystal Palace   |
| Watford           | 1 - 2                       | Bradford City    |
| Swansea City      | 3 - 1                       | Barnsley         |
| Yeovil Town       | 2 - 4                       | West Bromwich    |
| Coventry City     | 3 - 2 (d.t.s.)              | Birmingham City  |
| West Ham Utd      | 2 - 0                       | Crewe Alexandra  |
| Doncaster         | 3 - 2                       | Hull City        |
| Carlisle Utd      | 2 - 1(d.t.s.)               | Ipswich Town     |
| Reading           | 3 - 2                       | Peterborough Utd |
| Leicester City    | 2 - 4                       | Burton Albion    |
| Burnley           | 1 - 1 (d.t.s.) 3-2 (d.c.r.) | Plymouth         |
| QPR               | 3 - 0                       | Walsall          |
| Stevenage         | 1 - 4                       | Southampton      |
| Nottingham Forest | 1 - 4                       | Wigan            |
| Stoke City        | 3 - 4 (d.t.s.)              | Swindon Town     |
| Aston Villa       | 3 - 0                       | Tranmere         |
| Crawley Town      | 2 - 1                       | Bolton           |
| Gillingham        | 0 - 2                       | Middlesbrough    |
| MK Dons           | 2 - 1                       | Blackburn        |
| Leeds Utd         | 3 - 0                       | Oxford Utd       |
| Sunderland        | 2 - 0                       | Morecambe        |
| Norwich City      | 2 - 1                       | Scunthorpe Utd   |
| 29 agosto 2012    |                             |                  |
| Everton           | 5 - 0                       | Leyton Orient    |
| 30 agosto 2012    |                             |                  |
| Northampton Town  | 1 - 3                       | Wolverhampton    |

## Terzo turno
Il sorteggio del terzo turno, che comprendeva anche le squadre di Premier League impegnate nelle coppe europee, ebbe luogo il 30 agosto 2012.
| Squadra 1         | Risultato      | Squadra 2      |
| ----------------- | -------------- | -------------- |
| 25 settembre 2012 |                |                |
| Swindon Town      | 3 - 1          | Burnley        |
| West Ham Utd      | 1 - 4          | Wigan          |
| Leeds Utd         | 2 - 1          | Everton        |
| Preston N.E.      | 1 - 3          | Middlesbrough  |
| Southampton       | 2 - 0          | Sheffield Weds |
| Chelsea           | 6 - 0          | Wolverhampton  |
| Crawley Town      | 2 - 3          | Swansea City   |
| Bradford City     | 3 - 2 (d.t.s.) | Burton Albion  |
| Manchester City   | 2 - 4(d.t.s.)  | Aston Villa    |
| MK Dons           | 0 - 2          | Sunderland     |
| 26 settembre 2013 |                |                |
| Manchester Utd    | 2 - 1          | Newcastle Utd  |
| QPR               | 2 - 3          | Reading        |
| Norwich City      | 1 - 0          | Doncaster      |
| West Bromwich     | 1 - 2          | Liverpool      |
| Arsenal           | 6 - 1          | Coventry City  |
| Carlisle Utd      | 0 - 3          | Tottenham      |

## Quarto turno
Il sorteggio ebbe luogo il 26 settembre 2012, il Bradford City fu la squadra appartenente alla serie minore di tutto il tabellone essendo l'unica partecipante della League Two rimasta. Oltre alle altre squadre di Premier League da notare lo Swindon Town militante in League One ed il Middlesbrough ed il Leeds Utd militanti in Championship.
| Squadra 1       | Risultato                   | Squadra 2      |
| --------------- | --------------------------- | -------------- |
| 30 ottobre 2012 |                             |                |
| Sunderland      | 0 - 1                       | Middlesbrough  |
| Swindon Town    | 2 - 3                       | Aston Villa    |
| Wigan           | 0 - 0 (d.t.s.) 2-4 (d.c.r.) | Bradford City  |
| Leeds Utd       | 3 - 0                       | Southampton    |
| Reading         | 5 - 7 (d.t.s.)              | Arsenal        |
| 31 ottobre 2012 |                             |                |
| Norwich City    | 2 - 1                       | Tottenham      |
| Liverpool       | 1 - 3                       | Swansea City   |
| Chelsea         | 5 - 4 (d.t.s.)              | Manchester Utd |

## Quarti di finale
Il sorteggio dei quarti di finale ebbe luogo il 31 ottobre 2012. A causa dell'impegno nel Mondiale per Club il match del Chelsea venne posticipato di una settimana.
| Squadra 1        | Risultato                   | Squadra 2     |
| ---------------- | --------------------------- | ------------- |
| 11 dicembre 2012 |                             |               |
| Norwich City     | 1 - 4                       | Aston Villa   |
| Bradford City    | 1 - 1 (d.t.s.) 3-2 (d.c.r.) | Arsenal       |
| 12 dicembre 2012 |                             |               |
| Swansea City     | 1 - 0                       | Middlesbrough |
| 19 dicembre 2012 |                             |               |
| Leeds Utd        | 1 - 5                       | Chelsea       |

| Arbitro: | Michael Oliver |

|             |           |                                         |
| Morison 19’ | Marcatori | 21’ Holman 79’, 85’ Weimann 90’ Benteke |

| Arbitro: | Mike Dean |

|                                       |                      |                                                       |
| Thompson 16’                          | Marcatori            | 88’ Vermaelen                                         |
| Doyle G. Jones Darby Connell R. Jones | Tiri di rigore 3 – 2 | Cazorla Chamakh Wilshere Oxlade-Chamberlain Vermaelen |

| Arbitro: | Lee Probert |

|                  |           |  |
| Hines 81’ (aut.) | Marcatori |  |

| Arbitro: | Andre Marriner |

|             |           |                                                       |
| Becchio 37’ | Marcatori | 47’ Mata 64’ Ivanović 66’ Moses 81’ Hazard 83’ Torres |

## Semifinali
Il sorteggio per le semifinali che si svolse il 19 dicembre 2012, interessò tre club del massimo livello calcistico inglese (Aston Villa, Chelsea e Swansea City) ed uno della più bassa categoria professionistica, il Bradford City, appartenente alla League Two.
| Squadra 1     | Totale | Squadra 2    | Andata         | Ritorno         |
| ------------- | ------ | ------------ | -------------- | --------------- |
|               |        |              | 8 gennaio 2013 | 22 gennaio 2013 |
| Bradford City | 4 - 3  | Aston Villa  | 3 - 1          | 1 - 2           |
|               |        |              | 9 gennaio 2013 | 23 gennaio 2013 |
| Chelsea       | 0 - 2  | Swansea City | 0 - 2          | 0 - 0           |

### Andata
| Arbitro: | Howard Webb |

|                                  |           |             |
| Wells 19’ McArdle 77’ McHugh 88’ | Marcatori | 82’ Weimann |

| Arbitro: | Anthony Taylor |

|  |           |                        |
|  | Marcatori | 39’ Michu 90+1’ Graham |

### Ritorno
| Arbitro: | Phil Dowd |

|                         |           |            |
| Benteke 24’ Weimann 89’ | Marcatori | 55’ Hanson |

| Swansea 23 gennaio 2013, ore 19:45 GMT | Swansea City | 0 – 0 referto | Chelsea | Liberty Stadium (19 506 spett.)\| Arbitro: \| Chris Foy \| |
| Arbitro:                               | Chris Foy    |               |         |                                                            |

## Finale
La finale disputata il 24 febbraio 2013 vide di fronte una squadra di Premier League, lo Swansea City, e, dopo 51 anni dall'ultima volta, una rappresentante della quarta serie inglese, il Bradford City.
| Arbitro: | Kevin Friend |

|  |           |                                                     |
|  | Marcatori | 16’, 48’ Dyer 40’ Michu 59’ (rig.), 90+1’ de Guzmán |

| Bradford City | Swansea City |

| BRADFORD CITY (4-4-2) |    |                 |     |
|                       |    |                 |     |
| P                     | 12 | Matt Duke       | 56’ |
| D                     | 2  | Stephen Darby   |     |
| D                     | 23 | Rory McArdle    |     |
| D                     | 16 | Carl McHugh     |     |
| D                     | 27 | Curtis Good     | 46’ |
| C                     | 11 | Garry Thompson  | 74’ |
| C                     | 18 | Gary Jones (C)  |     |
| C                     | 24 | Nathan Doyle    |     |
| C                     | 14 | Will Atkinson   |     |
| A                     | 9  | James Hanson    |     |
| A                     | 21 | Nahki Wells     | 58’ |
| A disposizione:       |    |                 |     |
| P                     | 1  | Jon McLaughlin  | 58’ |
| D                     | 5  | Andrew Davies   | 46’ |
| C                     | 4  | Ricky Ravenhill |     |
| C                     | 7  | Kyel Reid       |     |
| C                     | 26 | Blair Turgott   |     |
| A                     | 17 | Alan Connell    |     |
| A                     | 20 | Zavon Hines     | 74’ |
| Manager:              |    |                 |     |
| Phil Parkinson        |    |                 |     |

| SWANSEA CITY (4-2-3-1) |    |                     |         |
|                        |    |                     |         |
| P                      | 25 | Gerhard Tremmel     |         |
| D                      | 22 | Àngel Rangel        |         |
| D                      | 24 | Ki Sung-Yueng       | 38’ 63’ |
| D                      | 6  | Ashley Williams (C) |         |
| D                      | 33 | Ben Davies          | 84’     |
| C                      | 7  | Leon Britton        |         |
| C                      | 20 | Jonathan de Guzmán  |         |
| T                      | 12 | Nathan Dyer         | 78’     |
| T                      | 15 | Wayne Routledge     |         |
| T                      | 11 | Pablo Hernández     |         |
| A                      | 9  | Michu               |         |
| A disposizione:        |    |                     |         |
| P                      | 1  | Michel Vorm         |         |
| D                      | 16 | Garry Monk          | 63’     |
| D                      | 21 | Dwight Tiendalli    | 84’     |
| C                      | 14 | Roland Lamah        | 78’     |
| C                      | 26 | Germain Agustien    |         |
| A                      | 17 | Itay Shechter       |         |
| A                      | 19 | Luke Moore          |         |
| Manager:               |    |                     |         |
| Michael Laudrup        |    |                     |         |